# Notoscopelus
Notoscopelus is een geslacht van straalvinnige vissen uit de familie van lantaarnvissen (Myctophidae). Het geslacht is voor het eerst wetenschappelijk beschreven in 1864 door Guenther.

## Soorten
- Notoscopelus bolini Nafpaktitis, 1975
- Notoscopelus caudispinosus Johnson, 1863
- Notoscopelus elongatus Costa, 1844
- Notoscopelus japonicus Tanaka, 1908
- Notoscopelus kroyeri Malm, 1861
- Notoscopelus resplendens Richardson, 1845